# Sigma Aquilae
Désignations
Sigma Aquilae est une étoile binaire à éclipses de la constellation de l'Aigle, située à ∼ 780 a.l. (∼ 239 pc) de la Terre.